# 100 días de soledad
100 días de soledad és un documental dirigit i protagonitzat per José Díaz Martínez, un empresari aficionat a la fotografia i amant de la naturalesa que es va proposar el repte de viure durant un llarg període a la seva cabana de Caleo, a un parc natural d'Astúries, en absoluta soledat, totalment aïllat i sense electricitat ni rellotge, només ell en contacte amb la natura. 
Amb aquest repte volia, a part de gaudir de la naturalesa, demostrar que el contacte de l'ésser humà amb aquesta és bàsic i necessari però sobretot, comprovar si vivim amb molt més del que necessitem.

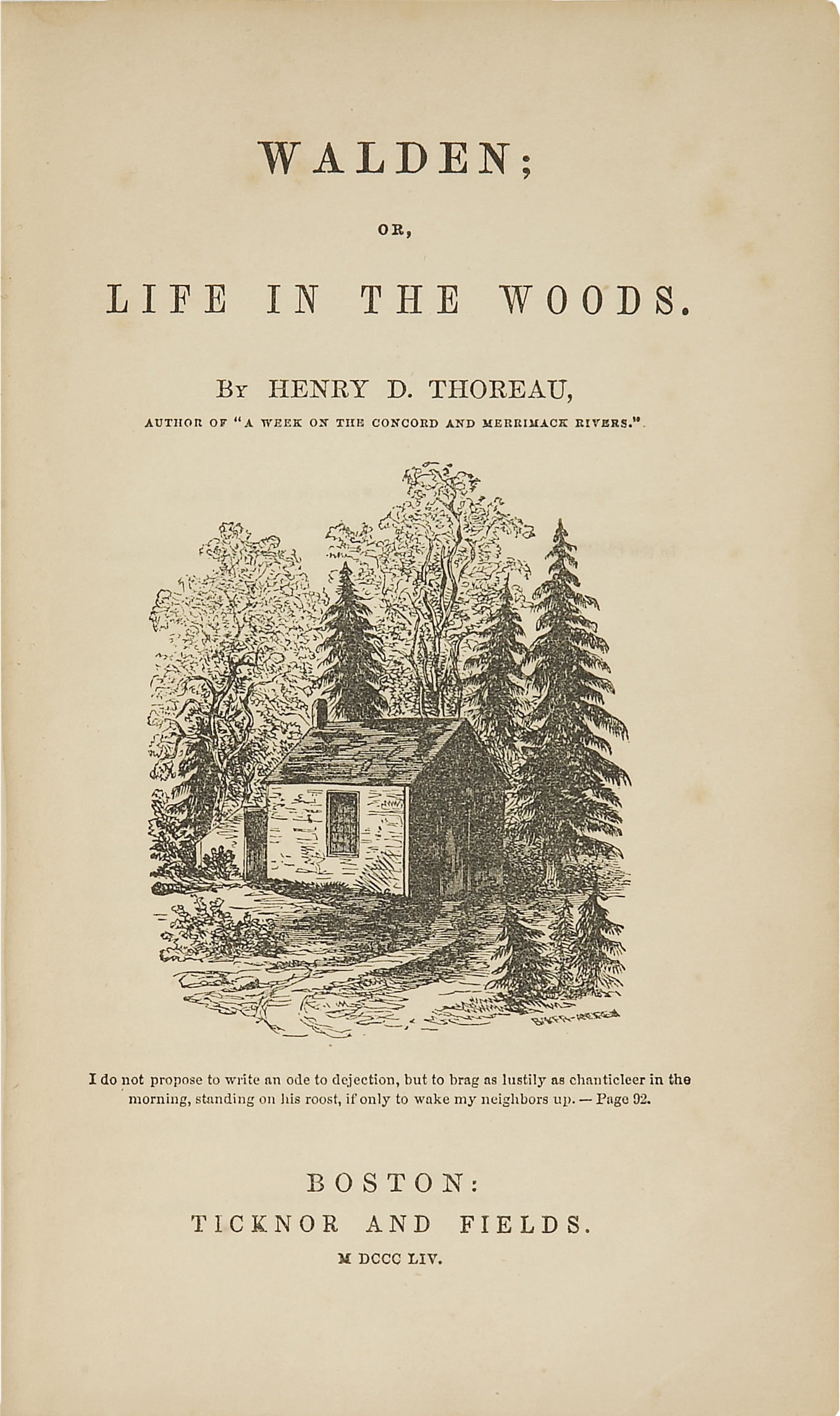
Walden és el llibre en el qual s'inspira José Díaz per viure la seva experiència a la natura.

Sempre havia tingut la idea de realitzar aquest projecte, inspirat per un llibre, al qual fa referència durant el documental, de l'autor i filòsof nord-americà Henry David Thoreau (referent per a molts ecologistes) anomenat ‘’Walden’’, de l'any 1854. No va ser, però, fins que no el va convèncer el productor José Maria Morales, qui li va donar suport tècnic i econòmic, que va tenir l'oportunitat de dur a terme el seu somni.
La pel·lícula va ser filmada pel mateix Díaz, que va comptar amb tres càmeres i un dron. Les imatges preses ressalten la bellesa i la virginitat dels boscos de la Serra d'Astúries.
Després de l'experiència viscuda, l'autor deia aquestes paraules:
‘’Lo viví genial, mucho mejor de lo que pensaba, lo que eché de menos fue a la familia y nada más. La vuelta al mundo real no fue nada traumática’’ 

## Reflexions i conclusions de l'autor

### Les lliçons de l'austeritat
Va comprovar com la granja, els panells de mel i l'hort van oferir-li molt més aliment del que necessitava: 
«¡Qué paradoja! Me aislé del mundo creyendo imposible ser autosuficiente en la alimentación y me encontré con que me sobraba comida»
Al llarg d'aquells tres mesos es va sentir alliberat dels béns materials, que segons afirma no donen la felicitat.
«No hace falta más que hacer una mudanza de casa para darte cuenta de que tienes muchas más cosas de las que necesitas. Queremos más y más…».

### Mirar com miren els ocells
Va decidir capturar imatges aèries per retratar el que els animals observen. Abans del rodatge, va haver de complementar els seus coneixements fotogràfics amb un curs per aprendre a manipular el dron. La conseqüència ha resultat en 300 hores d'imatges sorprenents: un autoretrat en aigües cristal·lines, un cabriol que toca el piano, isards que creuen muntanyes enfonsats en la neu i una autofotografia feta des de la major distància que s'hagi fet mai.

### La vida quotidiana
Es trobà amb pocs contratemps. Els obstacles es podien superar, ja que coneixia bé la zona. Va necessitar molta disciplina per aprendre a simplificar l'elaboració del menjar, cuidar l'hort i les gallines, recarregar les bateries de les plaques fotovoltaiques i preparar els rodatges i els equips.
Malgrat que al principi pensava que no seria capaç de realitzar llargs desplaçaments, amb l'ajuda d'Atila, el seu cavall, va acabar passant una vintena de nits lluny de la cabana.
«En el bosque me siento plenamente acompañado. Los árboles me hacen compañía, se mueven. Conozco los movimientos de los animales, reconozco sus ruidos y sus olores»,
«Una vez que el ser humano se relaciona con la naturaleza durante un tiempo prolongado, ésta le cambia todo: las sensaciones, la forma de estar, el ritmo de su vida»

### El bo i el dolent
«Viví malos momentos, pero siempre eclipsados por los buenos. En cada caminata conté mis pasos hasta cien mil veces, manteniendo así activas las cuerdas vocales. Tras decenas de fracasos, conservé intacta la ilusión hasta el último momento»
«Viví sin la compañía de una televisión; el fuego me enseñó cómo hacerlo. Dispuse del tiempo a mi antojo, pero sin dejar de ser disciplinado. Sentí la dureza de la soledad de forma implacable, y aprendí mucho de ella. Subsistí a base de austeridad y todavía me sobraron muchas cosas»
Les gelades dutxes d'aigua freda li van ensenyar que després del sacrifici, arriba la satisfacció:
‘’Repuse litros y litros de sudor hidratándome con agua pura, preciado tesoro hoy en día. Ante mis ojos se cruzaron más árboles de los que mucha gente verá a lo largo de sus vidas. Asistí al espectáculo del otoño y disfruté de las nieves del invierno»

## Fitxa tècninca
Dirigida per José Díaz amb la col·laboració de Gerardo Olivares.
Una producció de Wanda Films amb coproducció de RTVE.
Direcció de Producció: Miguel Morales
Música: Pablo Díaz
So: Carlos de Hita
Muntatge: Juan Barrero
Codirecció: Gerardo Olivares
Direcció i fotografia: José Díaz
Productor: José María Morales

## Dades tècniques
Format: 1:85 
So: 5.1
Durada: 93 minuts
Nacionalitat: Espanyola
Any de producció: 2017
Idioma: Castellà

## Material tècnic
Paradoxalment, per poder expressar i traslladar la visió de l'ocult i el so del silenci juntament amb la defensa de la senzillesa i l'austeritat, Díaz va necessitar per al seu rodatge càmeres fixes, go-pro, teleobjectius, un dron, i diversos suports com trípodes o un pal selfie. 